# Borovce
Borovce és un poble i municipi d'Eslovàquia que es troba a la regió de Trnava, a l'oest del país. Està situat al centre-est de la regió, a prop del riu Váh (conca hidrogràfica del Danubi) i de la regió de Nitra.

## Història
La primera menció escrita de la vila es remunta al 1262.

## Demografia
| Godina             | 1994 | 2004   | 2014   | 2024    |
| ------------------ | ---- | ------ | ------ | ------- |
| Nombre de persones | 853  | 913    | 1002   | 1211    |
| Diferència         |      | +7,03% | +9,74% | +20,85% |

| Godina             | 2023 | 2024   |
| ------------------ | ---- | ------ |
| Nombre de persones | 1197 | 1211   |
| Diferència         |      | +1,16% |